# Fanny Terofal
Fanny Terofal, nach ihrer Eheschließung mit Carl Mittermayr Fanny Mittermayr-Terofal, (* 19. November 1884 in Dorfen, Oberbayern, Deutsches Reich; † 28. März 1969 in Schliersee) war eine bayerische Volksschauspielerin und seit 1941 Leiterin des Schlierseer Bauerntheaters.

## Leben und Wirken

### Frühe Jahre am Theater
Terofal entstammte einer bayerischen Theaterfamilie, ihr Vater Xaver Terofal war langjähriger Leiter des Schlierseer Bauerntheaters, ihre jüngere Schwester Anni Seitz war ebenfalls Schauspielerin.
In diesem Umfeld wurde sie schon frühzeitig auf die Bühnenbretter der familieneigenen Spielstätte geholt und trat dort ihr gesamtes Leben lang auf. Noch keine 18 Jahre alt, unternahm sie auch Tourneen ins deutschsprachige Ausland; seit Mitte 1902, als sie am Deutschen Volkstheater in Wien mit den Stücken Almenrausch und Edelweiß, s‘Lieserl vom Schliersee (Titelrolle), Der Amerika-Seppl, Das Glöckerl vom Birkenstein, Der Herrgottschnitzer von Ammergau und Jägerblut gastierte, trat das Schliersee-Ensemble zur Zeit der Sommerpausen daheim immer wieder in Österreich auf: 1908 an Wiens Kaiserjubiläums-Stadttheater mit der Bauernkomödie Der Dorfpfarrer, im Jahr darauf erneut mit dem Lieserl vom Schliersee, diesmal am Raimund-Theater (ebenfalls Wien), dort auch 1912 mit der Posse Der Preisochs, 1913 mit dem Bauerschwank Der Prinz-Nazi und 1915 – mittlerweile war der Erste Weltkrieg ausgebrochen – mit dem patriotischen Erbauungsstück Fürs Vaterland. Selbst in der vom Dritten Reich annektierten „Ostmark“ waren Terofal und ihre Schlierseer gern gesehene Tourneegäste, als die oberbayerische Bühnentruppe das humoristische Volksstück Zwei Dickschädl unterm Christbaum gaben.

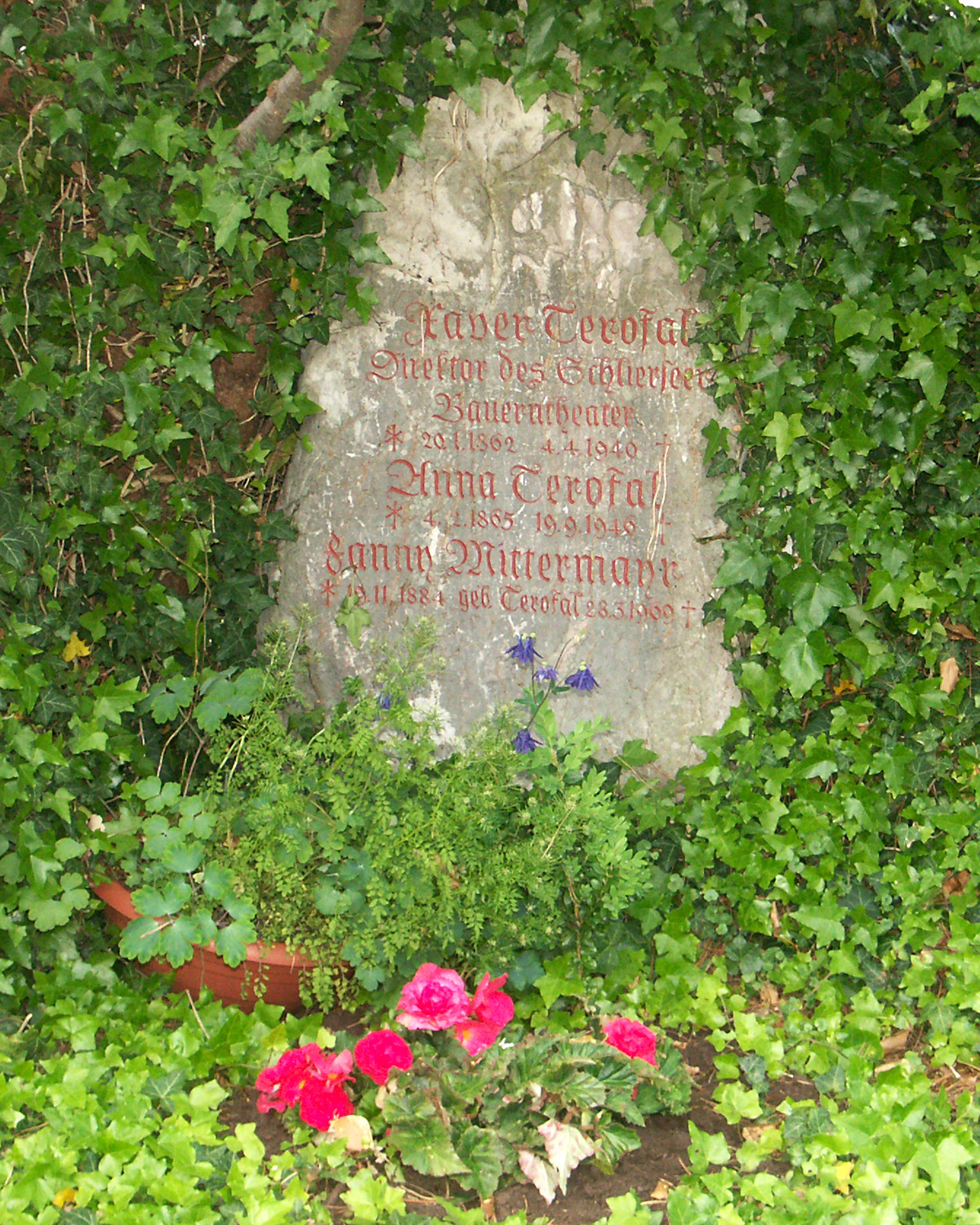
Fanny Mittermayr-Terofals Grab in Schliersee

### Ausflüge zum Film und späte Bühnenjahre
1919/20 stellte Xaver Terofal in Zusammenarbeit mit seinem Schwiegersohn Franz Seitz senior in eigener Produktion, der Firma Schlierseer Volkstheater, eine Reihe von sehr kostengünstigen, volkstümlichen Filmen her, die durchgehend oberbayerisches Lokalkolorit verströmten und zumeist nach literarischen Vorlagen bayerischer Literaten entstanden. Auch hier griff man vor allem auf das Ensemble des Bauerntheaters zurück, und Fanny Terofal trat gemeinsam mit ihrem vier Jahre älteren Gatten Carl Mittermayr auch vor die Kamera. Bereits 1921 stellte die Produktionsfirma ihre Arbeit wieder ein, und man konzentrierte sich fortan nahezu vollständig auf die Theaterarbeit. 
Mittermayr hatte in der Zwischenzeit von seinem Schwiegervater Xaver die Leitung der Bühne übernommen, nach seinem Tod im Februar 1941 im kriegsbesetzten Frankreich wurde Ehefrau Fanny die neue Chefin der Terofal-Bühne. Mit ihr ging sie bis 1944 auch auf Wehrmachtbetreuungstourneen. 1947 zerstörte ein Feuer die Bühne, sodass Fanny Terofal die beliebte Spielstätte vorübergehend schließen musste. Bereits 1948 kam es zur Wiedereröffnung, doch nach weiteren zehn Jahren musste die Prinzipalin das Schlierseer Bauerntheater aus ökonomischen Gründen erneut schließen.

## Filmografie
- 1919: Der Schmuggler und sein Weib
- 1919: s'Lieserl vom Schliersee
- 1919: Die Gemeinde von St. Helena und ihr Kaplan
- 1920: Der Christus von Oberammergau
- 1920: Der bayerische Hiasel
- 1920: Der Ausgestoßene
- 1927: Almenrausch und Edelweiß